# Trismegistia squarrosa
Trismegistia squarrosa är en bladmossart som beskrevs av Hugh Neville Dixon 1932. Trismegistia squarrosa ingår i släktet Trismegistia och familjen Sematophyllaceae. Inga underarter finns listade i Catalogue of Life.